# Campaña presidencial de Mauricio Macri de 2015
La campaña presidencial de Mauricio Macri de 2015 comenzó oficialmente el 20 de junio de ese año al anunciarse a Gabriela Michetti como compañera de fórmula y candidata a vicepresidenta. Sin embargo, ya había anunciado su aspiración en octubre de 2013.

## Elecciones primarias
En las Primarias Abiertas Simultáneas y Obligatorias, Macri venció a las otras dos fórmulas internas del Frente Cambiemos: Ernesto Sanz (UCR) junto a Lucas Llach, y a Elisa Carrió (Coalición Cívica ARI), que postulaba a Héctor "Toty" Flores como vicepresidente. Los precandidatos triunfantes en los demás partidos fueron Margarita Stolbizer (Partido Progresista), Adolfo Rodríguez Saá (Alianza Compromiso Federal), Nicolás del Caño (Frente de Izquierda y de los Trabajadores), Sergio Massa (Unidos por una Nueva Alternativa) y Daniel Scioli (Frente para la Victoria), quien luego sería su rival en el balotaje del 22 de noviembre.

## Comienzos
En 2011, Macri declinó presentarse como candidato presidencial y optó por competir por un nuevo mandato como Jefe de Gobierno en la Ciudad de Buenos Aires.

### Fundación Pensar
En 2012 la Fundación Pensar, un think tank que elabora estrategias electorales para el partido PRO de Mauricio Macri y su futuro gobierno.
En 2014 la Procuraduría de Criminalidad Económica y Lavado de Activos (Procelac) denunció al ministro de Cultura porteño y dirigente del PRO Hernán Lombardi y a un integrante del Consejo de Promoción Cultural, por desvío de fondos públicos porteños que terminaron en la fundación Pensar. En 2015 imputaron a Lombardi y al presidente de la Fundación Pensar Matteo Goretti por lavado de activos, pero concluida la investigación el juez a cargo de la causa resolvió: "Lo expuesto anteriormente, me permite concluir que no existe en la investigación ningún elemento probatorio que permita sostener que la Fundación CEPPA haya financiado de manera ilícita a la Fundación Pensar Argentina con los fondos que fueron otorgados para la ejecución de los Proyectos 219/RPC/2009, 702/RPC/2010, 1179/RPC/2011 y 1753/RPC/2011...Teniendo en cuenta lo manifestado precedentemente y ante la inexistencia de los delitos por los que se impulsó la acción, corresponde sobreseer a los imputados en los términos del artículo 336, inciso 2° del Código Procesal Penal de la Nación". Actualmente se encuentra imputado Hernán Lombardi por lavado de dinero a partir de la materialización de donaciones en favor de la Fundación “Pensar Argentina”

## Equipo de campaña

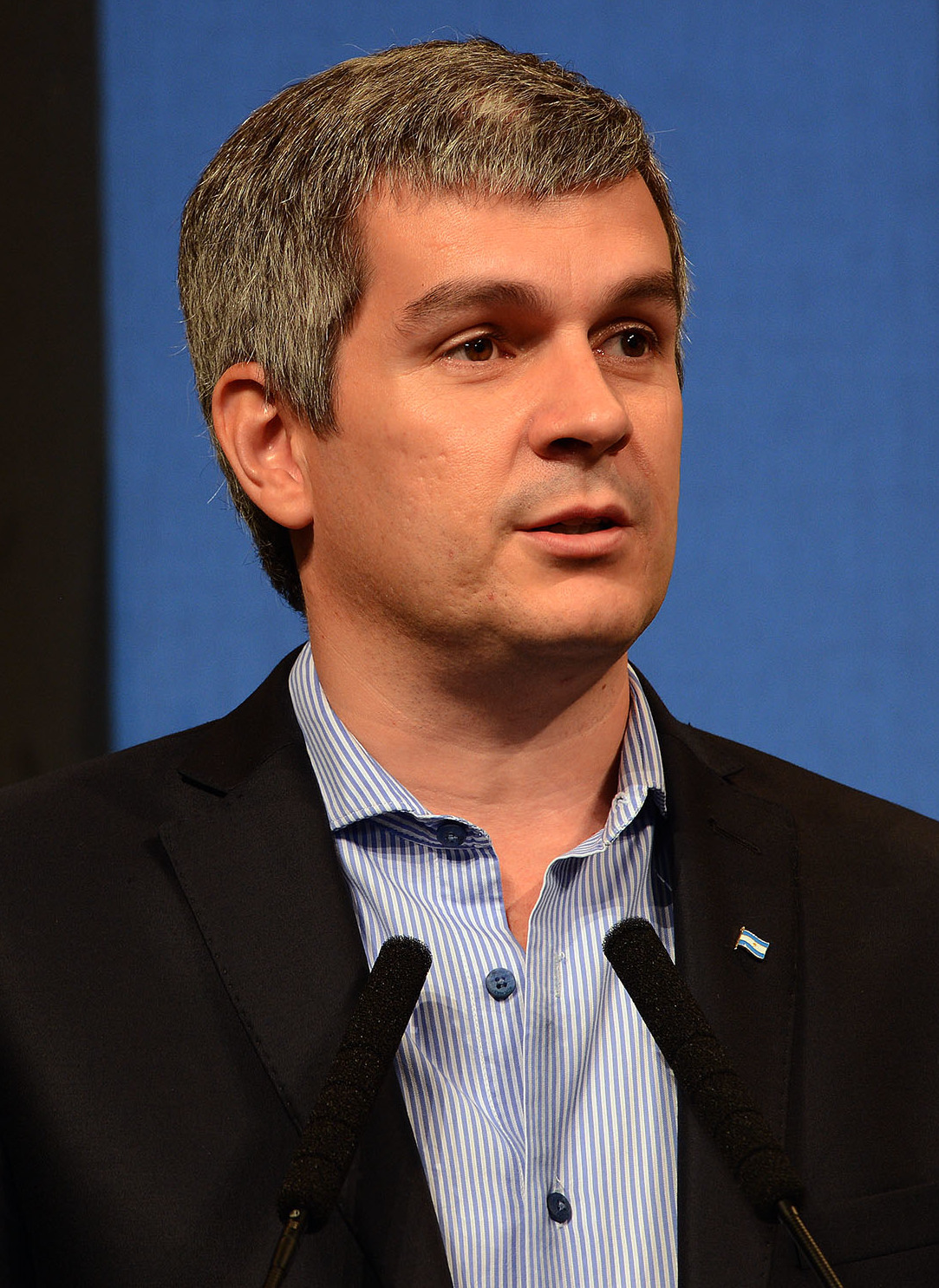
Marcos Peña, jefe de la campaña presidencial de Mauricio Macri en 2015

El jefe de campaña fue Marcos Peña, quien tuvo como asesores a Fernando de Andreis y Miguel de Godoy. La estrategia estuvo a cargo de Jaime Durán Barba y Santiago Nieto. Montaron su búnker en un edificio de cinco pisos en la calle Balcarce.
Como asesores estratégicos de comunicación masiva estuvieron Joaquín Mollá y Andrés Gómez; los encargados de discurso fueron Hernán Iglesias Illa, Pablo Avelluto y Alejandro Rozitchner. Victoria Blutghen manejó la comunicación directa y Jorge Grecco la prensa, mientras que la comunicación digital estuvo a cargo de Julián Gallo y Guillermo Riera.
Fueron coordinadores de equipos de discurso Federico Suárez y Julieta Herrero; de estrategia digital, Pablo Alaniz y Julieta Goldman; de prensa, Juan Gentile; de comunicación directa, Consuelo García Frugoni; de comunicación masiva, Ezequiel Colombo; de la coordinación regional se encargó Lucía Aboud; de opinión pública, Mora Jozami; de movilización, Federico Morales y de producción audiovisual, Diego Copello. Hernán Iglesias Illa escribió un libro en el que narra el diario de la campaña.

## Eltimbreo
El timbreo o campaña puerta a puerta consiste en que un candidato o figura ya electa se presente en un domicilio para grabar un spot Diferentes medios llevaron adelante investigaciones mencionando que al igual que en la campaña de 2011, cuando Macri se postuló a su reelección como jefe de Gobierno, el PRO también echó mano de los empleados públicos para hacer campaña. En aquella ocasión, trabajadores de la Agencia Gubernamental de Control porteña fueron forzados a repartir volantes y hacer proselitismo bajo la amenaza de que perderían sus empleos si no lo hacían. que incluía entrega de folletería con las propuestas del partido y con la presencia de los candidatos locales. el PRO también echó mano de los empleados públicos para hacer campaña. En aquella ocasión, trabajadores dependientes de la administración porteña fueron forzados a repartir volantes y hacer proselitismo bajo la amenaza de que perderían sus empleos si no lo hacían.
.
Según la publicación especializada AdAge, la campaña puerta a puerta fue uno de los recursos más efectivos, para lo cual era indispensable garantizar la espontaneidad: "Publicaba en Facebook que iba a ir a un lugar y pedía a la gente que lo invitara a sus casas -dijo Joaquín Mollá-

## La campaña en los medios masivos
Con el sello del publicista Joaquín Mollá y de Andrés Gómez, se crearon spots publicitarios que se difundieron en televisión, radio y redes sociales. Mollá formó un equipo publicitario integrado por tres agencias: La Comunidad, Don y Circus; cerca de 80 personas trabajaron en más de 300 avisos para televisión y redes sociales; entre los creativos publicitarios estuvieron Juan Manuel "Papon" Ricciarelli y Esteban Seimandi, de Don; Ramiro Raposo, de La Comunidad y Seto Olivieri, de Circus; además, Julieta Rey trabajó desde México en la planificación.
El primer aviso elaborado para las PASO llevó el jingle de campaña Una semana después se descubrió un escándalo de contratos públicos está complicando la campaña del principal cuando un juez ordenó el allanamiento del ayuntamiento de la capital, donde Macri es alcalde, para recoger información sobre convenios de publicidad y encuestas por 2,2 millones de dólares que suscribió con una empresa que pertenecía a un candidato a diputado de su partido, Propuesta Republicana (PRO). El escándalo tomo dimensión internacional por la magnitud de los montos investigados, siendo reflejado en medios internacionales.
A fines de septiembre, se lanzaron otros spots “Pobreza cero”, “[https://www.youtube.com/watch?v=SkWhce2IZUE Para el balotaje,[https://www.youtube.com/watch?v=UH9GKcW9Fxs [https://www.youtube.com/watch?v=EO4bwCUTtPE : [https://www.youtube.com/watch?v=3IuF-rUVPh8 "[https://www.youtube.com/watch?v=FgceQ1QBM8Q, [https://www.youtube.com/watch?v=s_W9_ILUCR0 "Quiero decirles que estoy acá en buena fe" y "[https://www.youtube.com/watch?v=cLJ7ut5q8v8 Casi tres millones de pesos que el presidente, Mauricio Macri, recibió de aportes privados para financiar su campaña para las elecciones primarias y las generales provienen de gerentes y empleados de empresas contratistas del Gobierno de la Ciudad de Buenos Aires y gobiernos provinciales, algo que entra en conflicto con la ley que prohíbe este tipo de donaciones incluso fuera del período de campaña.
Al menos 33 integrantes de agencias de publicidad; 20 miembros de empresas de seguridad privada; siete empleados ligados con una constructora y cuatro gerentes de una empresa de higiene urbana, todas ellas con vínculos con la gestión porteña o contratos con provincias, como la de Córdoba, aportaron $2,7 millones para que Macri llegara a la Casa Rosada. 
Según reveló un canal británico, Cambridge Analytica y su firma matriz SCL recolectaron datos sin autorización de 50 millones de usuarios de Facebook para elaborar campañas de influencia sobre los votantes esta maniobra se repitió  en comicios de la Argentina, donde Macri accedió a la Presidencia a fines de 2015. La revelación fue dada por una cámara oculta de un medio británico donde los jefes de la consultora fueron filmados hablando sobre el uso de sobornos, ex espías, identificaciones falsas y trabajadoras sexuales".
Días después el periodista M.Bonelli reveló el vínculo de Macri con Cambridge Analytica
El periodista publicó que harán una denuncia contra el jefe de Gabinete y el titular de la Agencia de Inteligencia por mantener contacto con la agencia que manipuló al electorado, en diversas partes del mundo trabajando además para la elección de Donald Trump. Cambridge Analytica, donde creaban perfiles psicológicos detallados y buscaban personas permeables a los cambios de opinión para luego influir a través de noticias falsas y selección parcial de la información.</ref>

## La campaña en internet

### Redes sociales
Las redes se convirtieron en un pilar fundamental de la campaña Macri 2015. Todas las plataformas fueron diseñadas por especialistas en medios digitales y comunicación políticaEl Parlamento británico dio cuenta gracias a sus investigaciones que exempleados de la compañía, revelaron que la empresa había trabajado con el PRO y Mauricio Macri en 2015, luego de revelar que SCL Group, nombre legal de Cambridge Analytica, elaboró una campaña anti-kirchnerista en mayo de 2015, cuando Mauricio Macri y Daniel Scioli se disputaban la presidencia de Argentina. Además influyó en la campaña para la retirada del Reino Unido de la Unión Europea.
 A la cabeza de los contenidos de Macri estuvo Julián Gallo. Meses después de la campaña se desataría el escándalo conocido como "Troll-center de Cambiemos" tras el informe periodístico que reveló que  el gobierno macrista gastaba más de 200 millones de pesos por año en trolls y bots falsos para publicitarse, además de utilizar diferentes mecanismos para blanquearlos como trabajadores públicos. El macrismo monto un ejército digital incluyo el uso de trolls, bots y fakes contra otros candidatos a través del desvío de fondos públicos del gobierno de la Ciudad y el Banco Ciudad. Mientras que el resto quedó en manos de Duran Barba En 2015 fue uno de los principales estrategas de la campaña presidencial de Mauricio Macri. Se calcula que la gestión PRO les pagó más de 5 millones a estas empresas. La defensa de Duran Barba  logró conseguir que la causa pasara a la Justicia porteña donde el Pro gobernaba; tras ello el caso ya no tuvo más avances ya que recayó en manos del fiscal interino García Berro, que fue ubicado al frente de la causa por Germán Garavano. Al mismo tiempo el fiscal de la causa; Martin Berro había sido designado por el PRO como jefe de los fiscales.
En 2015 fue nuevamente denunciado ante la Dirección Nacional Electoral en una denuncia por "difamación" contra el candidato del Frente para la Victoria; rival de Cambiemos que lidera Mauricio Macri, al que acusa de lanzar una "campaña sucia" al utilizar por las redes sociales fotografías e imágenes falsas para perjudicar la imagen de Scioli."La campaña de difamación incluye fotos de catástrofes ocurridas en países de Centoamérica, ediciones de imágenes falsas de Daniel Scioli y de Karina Rabolini en lugares paradisíacos.
En 2017 la vicepresidenta Gabriela Michetti y el asesor Jaime Durán Barba, entre otros funcionarios fueron denunciados penalmente en la Justicia federal, por el  montaje de una red de trolls oficialistas financiados con fondos públicos del Senado con el objetivo de amedrentar opositores.
Según la denuncia, la vicepresidenta habría montado una red de twiteros oficialistas, y para financiar dicho aparato se habrían desviado al menos 1,5 millón de pesos del Senado. En la denuncia, también fueron incluidos Eduardo Cura, exmarido de la presidenta del Senado y director del Canal Ciudad, y Paula Schuster, vocera de Michetti.
```
A su vez, durante el debate presidencial que compartió con Daniel Scioli, Macri obtuvo 800.000 menciones en Twitter y antes del balotaje el candidato de Cambiemos llegó al primer lugar en Twitter en Argentina con el hashtag 
#YoCambio,
 que consiguió casi 600.000 menciones, mientras que a nivel mundial se ubicó en el tercer puesto.
[
90
]
 Durante ese día, Macri fue nombrado por 3 millones de usuarios de Facebook.
[
91
]
[
92
]
 La campaña en ese medio "
tuvo como principal objetivo elevar la conciencia sobre Mauricio Macri, aprovechando el gran alcance y segmentación de Facebook, para la construcción del candidato como una persona cercana a todos los ciudadanos, con la posibilidad de dialogar y transmitir su mensaje de forma personalizada
".
[
92
]
```

Según datos publicados por el recurso de Google para campañas digitales (Think with Google), "el equipo del presidente argentino electo, Mauricio Macri, apostó a ganar los micro-momentos de los usuarios antes del sufragio.

### Red de voluntarios
Durante la campaña se creó una red de voluntarios a cargo de Guillermo Riera y Federico Morales (quien a su vez había aplicado una metodología de trabajo de voluntariado territorial en México y Venezuela).
Se usó el sitio web oficial del partido como herramientas para coordinar eventos, timbreos,. En paralelo diferentes dependencias del gobierno de la ciudad de Buenos Aires y contratistas del mismo comenzaron a intimar a trabajadores de la administración pública a  militar para Macri en horario laboral lo que llevó a denuncias en la legislatura. La empresa dueña de los subterráneos envió un e-mail a unos 300 trabajadores en el que les propuso que sean fiscales en las elecciones. También les planteó participar en mesas de propaganda y timbreos del macrismo en horarios laborales. El legislador porteño Campagnoli pidió investigación sobre "Macri y sus gerentes pretenden utilizar recursos humanos y dineros del Estado al servicio de su campaña presidencial”. José Cruz Campagnoli, legislador de Nuevo Encuentro “obliga a trabajadores a hacer proselitismo por él” 
En 2011, cuando Macri se postuló a su reelección como jefe de Gobierno, el PRO también obligó a los empleados públicos para hacer campaña. En aquella ocasión, trabajadores de la Agencia Gubernamental de Control porteña fueron forzados a repartir volantes y hacer proselitismo bajo la amenaza de que perderían sus empleos si no lo hacían.
Para la campaña se diseñó una aplicación para teléfonos celulares desde la cual los voluntarios podían realizar actividades como llamados, mensajes de correo electrónico y acciones en redes sociales. La plataforma brindaba a los voluntarios un espacio para capacitarse sobre la metodología de los llamados y les ofrecía información acerca de distintas temáticas.

### Donaciones
A mediados del 2014 el PRO lanzó una campaña para recaudar fondos online.
casi el 70% de los aportes – tanto para financiar la campaña por la delección de Macri y sus legisladores nacionales en diferentes distritos provienen de empresas, en su mayoría de gran envergadura. Las contribuciones van desde $150.000 a $4,5 millones.
Al menos 50 empresas de entre las 300 que hicieron aportes, son contratistas del Estado en la Ciudad de Buenos Aires, como Murata SA y Briefing Security-Impes UTE que se dedican a la seguridad privada y custodia de edificios públicos porteños durante el mandato de Macri. Estas empresas son las que tercerizan la seguridad en el subterráneo aportaron para campaña del PRO, tras ello fueron favorecidas con contratos por alrededor de 4 mil millones de pesos, tal como lo denunció el legislador porteño Patricio del Corro.
 Al mes de haber lanzado la iniciativa, el PRO contaba con cien mil pesos donados por personas anónimas.
En enero de 2020 se denunció que durante la gestión de Cambiemos el Banco Nación le otorgó préstamos a la aceitera Vicentin principal aportante de la campaña por más de $18.000 millones. Este monto representa el 20% de la responsabilidad patrimonial computable del banco, un porcentaje que supera los límites de concentración fijados en los estándares de Basilea y pone en riesgo las finanzas de la entidad. En diciembre de 2019 Vicentín dispuso la reestructuración de su deuda, de la cual contrajo un 80% con el Banco Nación.
En mayo de 2020, fue imputado en una causa penal por esa causa de la aceitera Vicentin, y la UIF solicitó la inhibición de sus bienes junto a la de los demás imputados en la misma incluyendo al expresidente de la Nación, Mauricio Macri.

### Cambridge Analytica
Según reveló un canal británico, Cambridge Analytica y su firma matriz SCL recolectaron datos sin autorización de 50 millones de usuarios de Facebook para elaborar campañas de influencia sobre los votantes esta maniobra se repitió  en comicios de la Argentina, donde el candidato de derecha Mauricio Macri accedió a la Presidencia del país austral a fines de 2015. Días después el periodista argentino Marcelo Bonelli reveló el vínculo de Mauricio Macri con Cambridge Analytica. El periodista denunció los vínculos del jefe de Gabinete y el titular de la Agencia de Inteligencia por mantener contacto con la agencia acusada de manipular al electorado. Cambridge Analytica creaban perfiles psicológicos detallados y buscaban personas permeables a los cambios de opinión para luego influir a través de noticias falsas y selección parcial de la información. La investigación denunciaba que las empresas operaron en Argentina hace menos de cinco años. Nada más asumir el poder, el presidente de Argentina emitió una serie de  decretos considerados "polémicos", entre ellos uno por el que fue muy cuestionado, pues le permitió quedarse con las bases de datos de organismos oficiales, las cuales podría usar en campañas a su favor. En este sentido, aprobó la firma de un convenio entre los organismos de comunicación y seguridad social que le permite al Gobierno de Macri el uso de los datos personales de todos los ciudadanos registrados en las bases de información.
Jim Messina, el gurú del robo de información de Facebook, fue clave en la campaña; ya con Macri electo lo asesora en su cargo de presidente argentino; según la misma en la página web de su consultora.
En 2018 en el Boletín Oficial se reveló la asignación de 247 millones de pesos a 10 consultoras para que realizaran 67 sondeos epara el gobierno de la Ciudad de Buenos Aires. A raíz de ellos un diario porteño reveló que dos de esas empresas están íntimamente ligadas a Jaime Durán Barba, Jefe de la campaña presidencial, sus empresas recibieron beneficios por casi 71 millones de pesos de parte del gobierno de Horacio Rodríguez Larreta. Paralelamente según la Revista Noticias de ese mismo mes, entre el 2016 y el 2017, Inversora Boroca SA le facturó al Gobierno porteño dirigido por el PRO, alrededor de 7 millones de pesos“. La IGJ observó los papeles presentados por el aumento de capital y reclamó la presentación del balance adeudado.
Su lema de campaña fue tomado de la campaña de Obama; llegando a obligar a alumnos a cantar el lema de su campaña electoral en actos escolares.
Alejandro Gastón Radetic, aportó en 2015 62.500 pesos a la campaña presidencial de Cambiemos, en enero de 2017 le ofreció al presidente Mauricio Macri su auto blindado Lexus LS 400 japonés sin costo alguno. Durante la gestión del PRO en la Ciudad de Buenos Aires Radetic fue aportante de campaña y con su constructora resultó ganadora de cuantiosas licitaciones en la Ciudad de Buenos Aires durante los últimos años, por un valor superior a los 422 millones de pesos. En Ciudad de Buenos Aires, la firma de Radetic Marcalba SA,es una de las grandes beneficiadas por la obra pública en mantenimiento y refacciones en calles y veredas. Ya en 2015 Radetic donó 62.500 pesos al partido de Macri en marzo para la campaña presidencial, el mismo día, su socio Alberto Andrenacci aportó otros 250 mil pesos. También se señaló los vínculos de Radetic con el intendente de Cambiemos Pablo Petrecca, quien le adjudicó la repavimentación de la avenida de Circunvalación por más de 100 millones de pesos, lo que motivó la denuncia del concejal Santiago Aguiar ya que Marcalba SA, no solamente muy vinculada a la campaña electoral del proyecto Cambiemos sino también denunciada en 2011 por la Coalición Cívica por sobrefacturación de obra pública en la Ciudad. Desde la llegada de Mauricio Macri al poder, su firma cosechó jugosos contratos que firmó con Vialidad Nacional y otros municipios relacionados al PRO entre ellos Junín y Adolfo Alsina. Días después de su detención el fiscal federal con competencia electoral Jorge Di Lello decidió tomar algunas medidas para investigar si han existido ilícitos vinculados al dinero del corredor que hizo una donación al partido de Mauricio Macri.

## Acusación por aportantes fantasmas a campaña 2015
A mediados del 2014 el PRO lanzó una campaña para recaudar fondos online, que según el presidente del partido, Humberto Schiavoni, el objetivo fue “participar y transparentar el manejo de fondos del espacio”. Al mes siguiente el PRO contaba con cien mil pesos donados por personas anónimas.
En 2016 con la investigación periodística aparecieron casos de irregularidades en el financiamiento de la campaña presidencial de Mauricio Macri y Gabriela Michetti, denuncias sobre empresas contratistas que fueron aportantes, donantes fantasmas o sin capacidad económica y empresas contratistas del Gobierno de la Ciudad sumaron millones para la campaña presidencial de Mauricio Macri Aportantes fantasmas, donantes sin capacidad económica y empresas contratistas del Gobierno de la Ciudad sumaron millones para la campaña presidencial. Así mismo la alianza Cambiemos, designó a dos jubiladas como máximas responsables de manejar los 36 millones de pesos que utilizó en las PASO. Según publicó La Nación, Stella Maris Sandoval, de 68 años, fue la encargada legal de administrar esos fondos aunque ella le negó al diario haber ocupado ese cargo como así también ser militante del PRO. "Yo nunca firmé nada", confesó. Otra jubilada. María Armanda Inza, de 82 años, que también aseguró a La Nación que no estaba enterada de ello. A esta anomalía se le sumaron donantes sin capacidad económica, aportantes fantasmas, reconocidos asesores que no fueron declarados y millonarios gastos previos a la campaña, fuera de la ley, son las principales irregularidades detectadas.
La Cámara Electoral detectó que 19 aportantes de Cambiemos realizaron aportes indirectos de sus empresas, que están prohibidas, por casi un millón de pesos. Según reveló el sitio de Chequeado, Macri recibió bajo esta modalidad aportes por $ 3 millones de contratistas del Estado.
En 2016 se descubrió que Alejandro Gastón Radetic, aportó en 2015 62.500 pesos a la campaña presidencial de Cambiemos, en enero de 2017 le ofreció al presidente Mauricio Macri su auto blindado Lexus LS 400 japonés sin costo alguno. Durante la gestión del PRO en la Ciudad de Buenos Aires Radetic fue aportante de campaña y con su constructora resultó ganadora de cuantiosas licitaciones en la Ciudad de Buenos Aires durante los últimos años, por un valor superior a los 422 millones de pesos. En Ciudad de Buenos Aires, la firma de Radetic Marcalba SA,es una de las grandes beneficiadas por la obra pública en mantenimiento y refacciones en calles y veredas. Ya en 2015 Radetic donó 62.500 pesos al partido de Macri en marzo para la campaña presidencial, el mismo día, su socio Alberto Andrenacci aportó otros 250 mil pesos. También se señaló los vínculos de Radetic con el intendente de Cambiemos Pablo Petrecca, quien le adjudicó la repavimentación de la avenida de Circunvalación por más de 100 millones de pesos, lo que motivó la denuncia del concejal Santiago Aguiar ya que Marcalba SA, no solamente muy vinculada a la campaña electoral del proyecto Cambiemos sino también denunciada en 2011 por la Coalición Cívica por sobrefacturación de obra pública en la Ciudad. Desde la llegada de Mauricio Macri al poder, su firma cosechó jugosos contratos que firmó con Vialidad Nacional y otros municipios relacionados al PRO entre ellos Junín y Adolfo Alsina.
Días después de su detención el fiscal federal con competencia electoral Jorge Di Lello decidió tomar algunas medidas para investigar si han existido ilícitos vinculados al dinero del corredor que hizo una donación al partido de Mauricio Macri.
En 2015 fue denunciado el principal director de la campaña ante la Dirección Nacional Electoral por "difamación" contra el candidato del Frente de la Victoria; rival de Cambiemos que lidera Mauricio Macri, acusado de lanzar una "campaña sucia" al utilizar por las redes sociales fotografías e imágenes falsas para perjudicar la imagen de Scioli. La campaña de difamación incluyó fotos de catástrofes ocurridas en países de Centoamérica, ediciones de imágenes falsas de Daniel Scioli y de Karina Rabolini en lugares paradisíacos.
En 2017 diferentes medios accedieron a la información de que las empresas que le realizaron la campaña al PRO fueron favorecidas con pauta oficial y contrataciones directas por montos millonarios. Desde que Cambiemos llegó al gobierno, Global Mind junto a Icolic, fueron favorecidas con contrataciones directas y licitaciones por parte del ejecutivo. Solo por dar un ejemplo, el Ministerio de Desarrollo Social realizó la Contratación Directa 126/2016 bajo el expediente E-21081-2016 por un valor de $1.210.000 para que Global Mind realice la difusión de la campaña “Soy Joven” en Medios Digitales como Facebook, Google, YouTube e Instagram.
En 2018 el ministro de Transporte Guillermo Dietrich decidió desmantelar el servicio de ómnibus ArBus que conectaba los aeropuertos de Ezeiza con Aeroparque. La principal beneficiada con la decisión resultó ser la empresa Tienda León, una de las aportantes durante la campaña presidencial de Mauricio Macri. Desde que cerró el servicio estatal se dejó todo el mercado para que Tienda León, que será la única compañía que brinde el servicio, aunque a un precio superior al que ofrecía ArBus. Ese mismo año otro de los aportantes fue favorecido con d 255 millones de pesos en obras para remodelar el subsuelo de la Rosada.
Ya estando en el gobierno nacional Mauricio Macri adjudicó 13 mil millones en obras a los financistas de su campaña: 
- CRIBA S.A que Aportó a través de los integrantes de la familia Tarasido, dueña de la empresa, 830.000 pesos en efectivo, tras ello, la firma recibió 1064 millones de pesos por parte de la Ciudad de Buenos Aires gobernada por el PRO.
- FONTANA NICASTRO S.A: Aportó a través de Alberto y María de los Ángeles Andrenacci unos 500.000 dfue beneficiada con contratos por 3400 millones: el Tramo C Del Paseo Del Bajo con IECSA, la firma que al momento de la adjudicación seguía siendo del primo del Presidente, Ángelo Calcaterra, por 3.183 millones, el Paso Bajo Nivel Nazca por 174 millones, y un Paso Bajo Nivel de 112 millones.
- NIRO CONSTRUCCIONES S.A: Junto a la contratista Riva S.A, acercó unos 500.000 en forma oficial al balance del PRO en 2015, recibió unos 508 millones en obras.
- CONORVIAL S.A: Su vicepresidente, Ricardo López Casanegra, aportó  200.000 en la campaña presidencial. La empresa fue la más beneficiada en los primeros dos años de gestión de la Ciudad de Buenos Aires. Junto a Riva (otro aportante PRO), se quedó con el proyecto de urbanización de la villa Papa Francisco, por unos 690 millones. Pero también tienen a cargo la construcción del Procrear en varios puntos de la Ciudad y provincia de Buenos Aires y 255 millones para remodelar el subsuelo de la Casa Rosada.
- BRICONS S.A: Mario Raspagliesi, titular de la firma aportó 500.000, desde la llegada de macri a la presidencia logró facturar con su empresa unos 931 millones siendo beneficiado de obras del instituto superior de la Policía de la Ciudad, varias comisarías y el Metrobús Sur.
- GRUPO FARALLON S.A de Eduardo Gutiérrez, procesado por Daniel Rafecas y acusado de ser el testaferro de José López, aportó un millón de pesos a la campaña de Macri. Obtuvo un 96% de readjudicación de precios con una quita del 20% del trazado de la ruta provincial 1001, la 191 y la nacional número 9. también se quedó con una readjudación de precios entre el 190 y el 335%  en el Hospital Posadas, donde trabajaba en sociedad con Nicolás Caputo, el mejor amigo, financista y testaferro del presidente.
- Las empresas de seguridad privada Verini, Yusión, Comahue, Murata y Briefing Security donaron 3 millones a la campaña de Macri.

Apenas días antes que el jefe de Gobierno pasara a ser Presidente, la Ciudad renovó el contrato de cuidado y mantenimiento de edificios públicos por 4.400 millones en favor de estas firmas.
- Tres dueños de las agencias que manejaban la sospechada pauta publicitaria del gobierno porteño figuraron entre los principales aportantes de la campaña electoral de Cambiemos. Se trata de los empresarios mendocinos Adrián Dalla Torre y Jorge Reale, dueños de Reale-Dalla Torre Consultores. Cada uno figura con un aporte de 95 mil pesos a la campaña de Cambiemos.  Una de las radios de Bernal, Ahijuna, presentó una denuncia penal contra el secretario de Comunicación Social porteño, Pablo Gaytán, y el secretario de Medios, Miguel de Godoy, por presunto peculado, falsificación de documentos privados y lavado de activos. El fiscal Federico Delgado consideró que “los fondos fueron llamativa y burdamente desviados” y pidió una serie de medidas sobre el Gobierno de la Ciudad y sobre los intermediarios, sobre las que debe decidir el juez Marcelo Martínez de Giorgi. A la denuncia de Ahijuna se sumaron, en un principio, otras seis radios y luego la lista fue creciendo. En la actualidad, son catorce las que denuncian diferencias entre lo que facturaron y lo que figura como pagado en la página web Buenos Aires Data. En total, el dinero que no se sabe dónde terminó supera los 9 millones de pesos.[133] Los empresarios mendocinos Adrián Dalla Torre, Jorge Reale y Roberto Fernando Reale aportaron $285.000 para la campaña Macri-Michetti. Son socios en Reale-Dalla Torre Consultores, empresa que creó “la imagen y la marca de la Policía Metropolitana”, según detalla su sitio web; además, distribuyeron parte de la pauta publicitaria del Gobierno de la Ciudad de Buenos Aires. El año pasado, una radio de La Pampa, FM del Sol, denunció haber recibido $ 33 mil en diez meses en concepto de pauta por parte de Reale-Dalla Torre Consultores, a pesar de que en la web del Gobierno porteño figuraba con más de $63 mil (ver nota y denuncia). Otros representantes de empresas vinculadas con Reale-Dalla Torre, como RDT Media SRL y La Usina Digital SRL, también declararon haber donado a la campaña.  Dalla Torre Consultores y La Usina Digital, recibieron dos contratos del ministerio de Educación porteño conducido por Esteban Bullrich por casi 2,5 millones de pesos.[134]
- Entre los aportantes también se destacan varios gerentes de la empresa Publicidad Sarmiento, ganadora de la licitación del mobiliario urbano porteño, incluyendo nombres como el de Oscar Contreras (gerente de Operaciones), Raúl Menéndez (jefe de Locaciones) y Santiago Terranova (socio director), todos ellos con $50.000 cada uno
- EVA SA, una empresa constructora que en noviembre de 2015 ganó una licitación del Ministerio de Ambiente y Espacio Público porteño para la operación y el mantenimiento de una planta de tratamiento de restos de poda y de una planta de residuos orgánicos.
- Grupo Clarín: El grupo mediático le había vendido computadoras a la Ciudad cuya transacción había generado bastante escándalo. Macri suele ser muy bien tratado por el grupo mediático. Años antes siendo Jefe de Gobierno el macrismo entregó a Grupo Clarín el negocio de computadoras para las escuelas de la ciudad, que fueron denunciadas por sobreprecios,[135] cada computadora fue adquirida a más de 1500 dólares cada una, un experto en informática y perito judicial, Ariel Garbarz, refirió que esto significó 185 millones de dólares de sobreprecio.[136]
- Grupo Roggio Mauricio Macri y Aldo Roggio mantienen, desde hace más de veinte años, un vínculo muy cercano. El empresario maneja la concesión de los subterráneos en la ciudad que gobernaba Macri y el millonario contrato para la recolección de residuos. Roggio fue muy cuestionado por la situación de los subterráneos y la falta de inversiones.[137][138]
- Carlos Bulgheroni involucrado en el caso de coimas por el pago de la extensión del contrato por 40 años en el año 2007 a su empresa Pan American Energy por la explotación del Cerro Dragón, en un monto cercano a los U$S 300 millones.[139]

Dos aportantes del PRO lograron contratos por casi 90 mil millones de pesos en obra pública en la Ciudad de Buenos Aires desde que Macri ingresó al poder como Jefe de Gobierno. Se trata de Adán Chocano, dueño de Urbaser Argentina S.A. y Fernando Miscione, dueño de Control Ecológico S.A. Desde que Mauricio Macri asumió como Jefe de Gobierno porteño, Urbaser Argentina S.A. recibió más de 6.720 millones de pesos por obra pública y Control Ecológico S.A. 82.600 millones.Durante el primer año de mandato de Mauricio Macri como jefe de Gobierno porteño en 2008, el Ministerio de Ambiente y Espacio Público –en ese entonces a cargo de Diego Santilli–  adjudicó por cuatro años a Control Ecológico S.A. más de 5 millones y medio de pesos para el saneamiento de los lagos porteños durante los siguientes diez años. A través de nuevas licitaciones o resoluciones que prorrogaron su contratación, la Sociedad Anónima logró hacerse más de 82.600 millones de pesos como proveedor estatal. El presidente de Control Ecológico S.A. es Fernando Mario Miscione, aportante a la campaña del PRO en reiteradas oportunidades y su vicepresidente es Daniel Walter Román,que también realizA operaciones con exejecutivos de Pegasus, fondo que pertenece al vicejefe de Gabinete Mario Quintana. Ya con Macri como presidente durante 2017, Control Ecológico intentó también hacerse del negocio desarrollado en torno al saneamiento del Riachuelo, los organismos de control denunciaron  que el pliego de aquella licitación se agregó como requisito técnico que la adjudicataria poseyera seis catamaranes, condición que solo cumplía esa empresa por ser turística, requisito que según fuentes del sector era innecesario. 
En tanto Urbaser Argentina S.A. fue señalada como una de las grandes ganadoras dentro del negocio de la obra pública en Cambiemos. Se le adjudicó 50 millones de pesos para la Plaza Congreso, a a través de Eduardo Macchiavelli. Esa misma dependencia le otorgó más de 12 millones de pesos por una vereda en Parque Avellaneda, 3 millones por reparaciones de guardia en la Av. 9 de julio, 1.2 millones pesos para modificaciones en las intersecciones de la Avenida San Juan y 9 de julio y 3.5 millones para tareas en la Plaza de 9 de julio frente la UADE, entre otros. La empresa fue uno de las principales patrocinadores de la Fundación SUMA, organización de la vicepresidenta creada en 2009 con tan solo tres empleados y sin presentaciones de balances ante la AFIP y la Inspección de Justicia, además de esta existió una treintena de empresas con contratos millonarios en el Gobierno de la Ciudad que aportó cifras considerables a la fundación de la vicepresidenta Gabriela Michetti. Desde 2008  Urbaser Argentina S.A. recibe más de 6.720 millones de pesos por obra pública en la ciudad.
Además desde 2014, la empresa de Chocano recibió del gobierno porteño más de 4.400 millones de pesos para la recolección de basura. Aquella licitación y sus ejecutores –Mauricio Macri como Jefe de Gobierno y Edgardo Cenzón como ministro de Ambiente y espacio Público– fueron denunciados judicialmente se comprobó que la licitación no cumplía con la Constitución de la Ciudad, que debido a los montos y a la duración del contrato, obliga a conseguir el acuerdo legislativo antes de que entre en vigencia la adjudicación. Cambiemos omitió aquel proceso y desoyó los reclamos de excesos presupuestarios asignados a las empresas para desarrollar la tarea. Desde septiembre de 2016, Urbaser Argentina S.A. fue aceptada también como empresa proveedora del Gobierno Nacional donde podrá continuar desarrollando sus negocios con el Estado.

## Financiación deOdebrecht
También se reveló que la constructora brasileña Odebrecht,a través de una de las empresas de su holding (Braskem SA),aportó $ 500.000 a la campaña de Mauricio Macri. Según se desprende de documentos a los que accedió el diario La Nación, el dinero habría sido aportado en 2015, durante plena campaña presidencial. En la gran cena de recaudación de fondos para la campaña presidencial que Mauricio Macri realizó el 18 de marzo de 2015 en los salones de la Sociedad Rural, se abonaron $50 mil el cubierto, lo que sumado a otros aportes, permitió recaudar más de $150 millones de pesos en una sola noche. Odebrecht fue una de las empresas que más dinero aportó.
La campaña del entonces candidato Macri recibió 500.000 pesos de Braskem Argentina SA, empresa controlada por Odebrecht que también admitió prácticas ilegales y sobornos ante la Justicia de Estados Unidos. El aporte figura en el balance de Pro de 2015 porque la empresa pagó los cubiertos de toda una mesa en la cena de recaudación de fondos que organizó Cambiemos en marzo de ese año.Vale recordar que la compañía Odebrecht se declaró culpable por haber cometido actos de corrupción en Brasil. Lo hizo a través de sobornos y fue destapado por el caso Petrobras que involucró a políticos y empresarios.
En Argentina, están implicados por el caso Odebtrech desde el titular de la AFI y mejor amigo de Macri, Gustavo Arribas, hasta el primo del primer mandatario, Ángelo Calcaterr, por el soterramiento al tren Sarmiento que tuvo a esa compañía a cargo.En 2018 Brasil confirmó que Gustavo Arribas cobró 850 mil dólares en coimas en el marco del Lava Jato Y ahí señala al titular de la Agencia Federal de Inteligencia e íntimo amigo de Mauricio Macri: "En el curso de las investigaciones, hubo una única salida al exterior por valor de 850 mil dólares. Este dinero salió de Brasil, pasó por una cuenta en Hong Kong y se detuvo en Argentina, en una cuenta vinculada al director de Inteligencia de aquel país".Gustavo Arribas, habría recibido 850 mil dólares de "propinas" de parte del "doleiro" Leonardo Meirelles.
Según explicó Rodrigues, para el pago de coimas Odebrecht creó una fachada. A través de la empresa Soma, proveedora de servicios de limpieza del Estado de San Pablo desde 2011, se simulaba la venta de artículos de limpieza como detergente y bolsas de basura para consorcios, emitía las facturas y luego transfería el dinero a otras empresas.
En 2017 una investigación del periodista Roberto Navarro dejó al descubierto que Gerardo Morales; gobernador de Jujuy por Cambiemos; a través del ministerio de Turismo provincial, desvió casi 5 millones de pesos en licitaciones simuladas a la firma Reale-Dalla Torre, una consultora privada de asesoramiento y comunicación política muy ligada a Mauricio Macri, cuyos socios aportaron a la campaña de Cambiemos en 2015.

## Investigaciones judiciales
En enero de 2019 el fiscal federal Ramiro González impulsó una investigación judicial para determinar si, en 2015, se cometieron delitos para financiar la campaña electoral de Cambiemos para que Mauricio Macri fuera presidente. De forma preliminar, el fiscal electoral Jorge Di Lello había realizado la investigación que presentó a la jueza electoral María Servini para que determine si hubo irregularidades en el financiamiento de la campaña de 2015. En la investigación del fiscal Di Lello, que dio origen a la causa 21650/18, se describieron diversas maniobras sospechosas del financiamiento de la campaña presidencial de 2015. Entre ellas maniobras que consistirían en el pago a diferentes proveedores de millonarias sumas dinerarias en negro durante la campaña electoral, como así también el desvío de recursos pertenecientes a la Ciudad Autónoma de Buenos Aires desde el Ente de Turismo de esa ciudad, en ese entonces a cargo de Fernando De Andreis para desviarlos a la campaña de Mauricio Macri.